# Baka-Dżatt
Baka-Dżatt (hebr. באקה-ג'ת; arab. باقة جت) – miasto położone w dystrykcie Hajfa w Izraelu.

## Położenie
Leży w zachodniej części Samarii, w otoczeniu miasteczka Zemer, moszawów Omec, Achituw, Sede Jicchak i Ma’or, kibuców Maggal, Lahawot Chawiwa, En Szemer i Mecer, oraz arabskiej wioski Majsar. Na wschód od miasta przebiega granica terytoriów Autonomii Palestyńskiej, która jest strzeżona przez mur bezpieczeństwa. Po stronie palestyńskiej znajdują się miasta Zajta, Baka asz-Szarkija i Kaffin, wioski Sajda, An-Nazla al-Gharbija, An-Nazla asz-Szarkija, An-Nazla al-Wusta, oraz osiedle żydowskie Chermesz. Na północny zachód od miasta znajduje się baza lotnicza En Szemer.

## Historia
Najwcześniejsze wzmianki o istnieniu arabskiej wioski Baka pochodzą z XII wieku. W 1265 roku sułtan Bajbars podzielił wieś Baka na dwie mniejsze wioski Alam al-Din al-Zahiri oraz Aladdin al-Tankazi, które dał mudżahedinom walczącym z krzyżowcami. W czasach panowania osmańskiego, o wiosce Baka wspomina dokument pochodzący z 1538 roku. W owym czasie była to niewielka wioska, w której żyło 5 rodzin oraz 11 nieżonatych mężczyzn. Pierwszy oficjalny spis ludności z 1841 roku podaje, że w wiosce żyło 380 mieszkańców. W owym czasie wybudowano pierwszy meczet al-Masjid al-Qadim, który jest używany do dzisiaj. W 1918 roku wieś Baka wraz z całą Palestyną znalazła się pod panowaniem Brytyjczyków i weszła w skład Mandatu Palestyny. Podczas arabskich rozruchów 1936-1938 wieś była bazą arabskich oddziałów, które napadały na pobliskie osiedla żydowskie. W 1938 roku wioskę zajęli brytyjscy żołnierze, którzy założyli obóz wojskowy w pobliżu szkoły al-Madrasa al-Foka. W dniach 25-26 sierpnia 1938 roku doszło do starć z arabskimi bojownikami, w których zginęło 5 Brytyjczyków. W odwecie, brytyjscy żołnierze spalili ponad 70 domów, a ich mieszkańców deportowano do obozu Nur al-Shams, położonego przy mieście Tulkarm. Była to największa brytyjska operacja wojskowa wymierzona przeciwko arabskim zamieszkom w Palestynie.

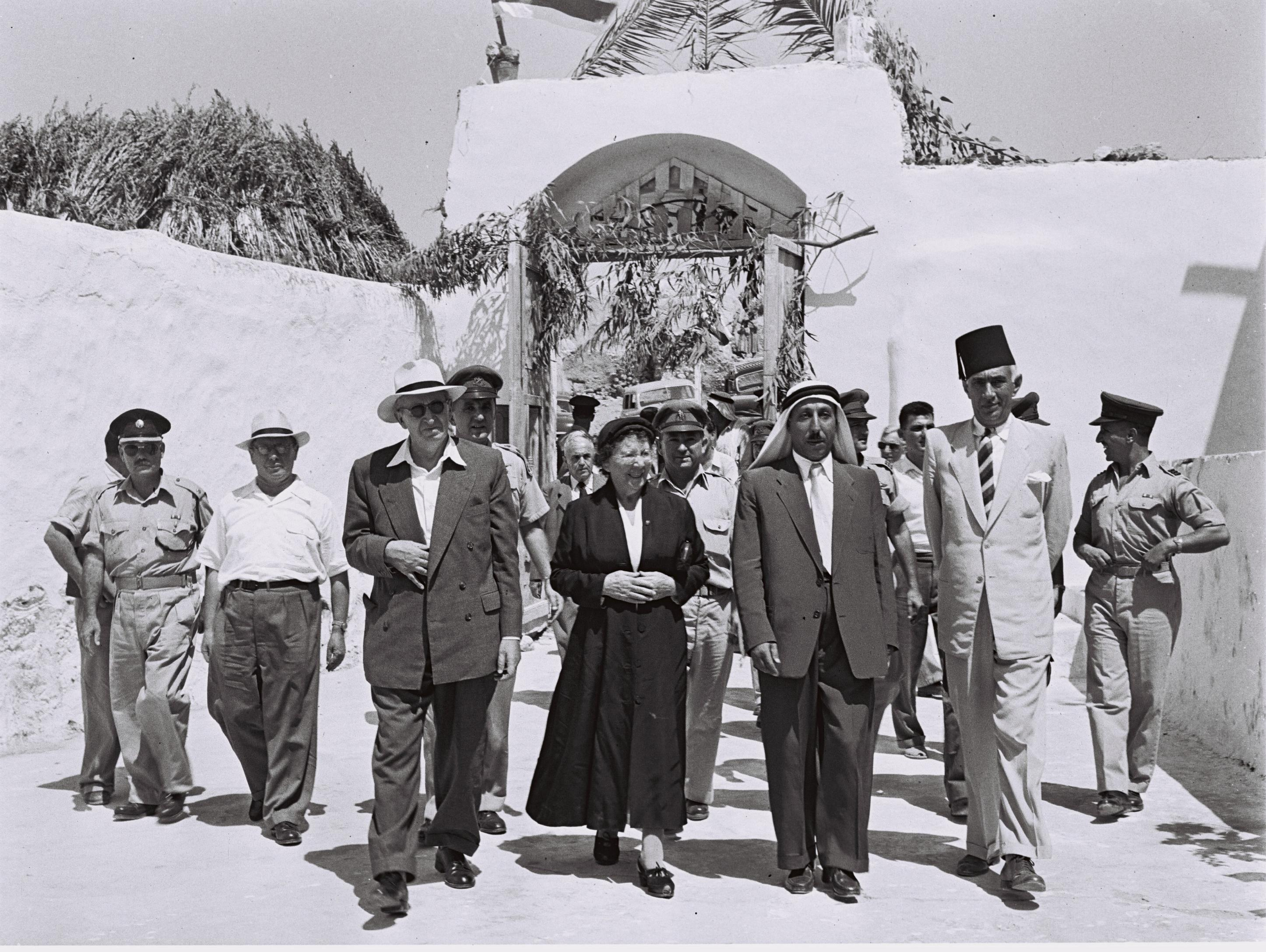
Prezydent Jicchak Ben Cewi odwiedza arabskiego posła Farisa Hamdana w jego domu w Baka al-Gharbijje – wrzesień 1956

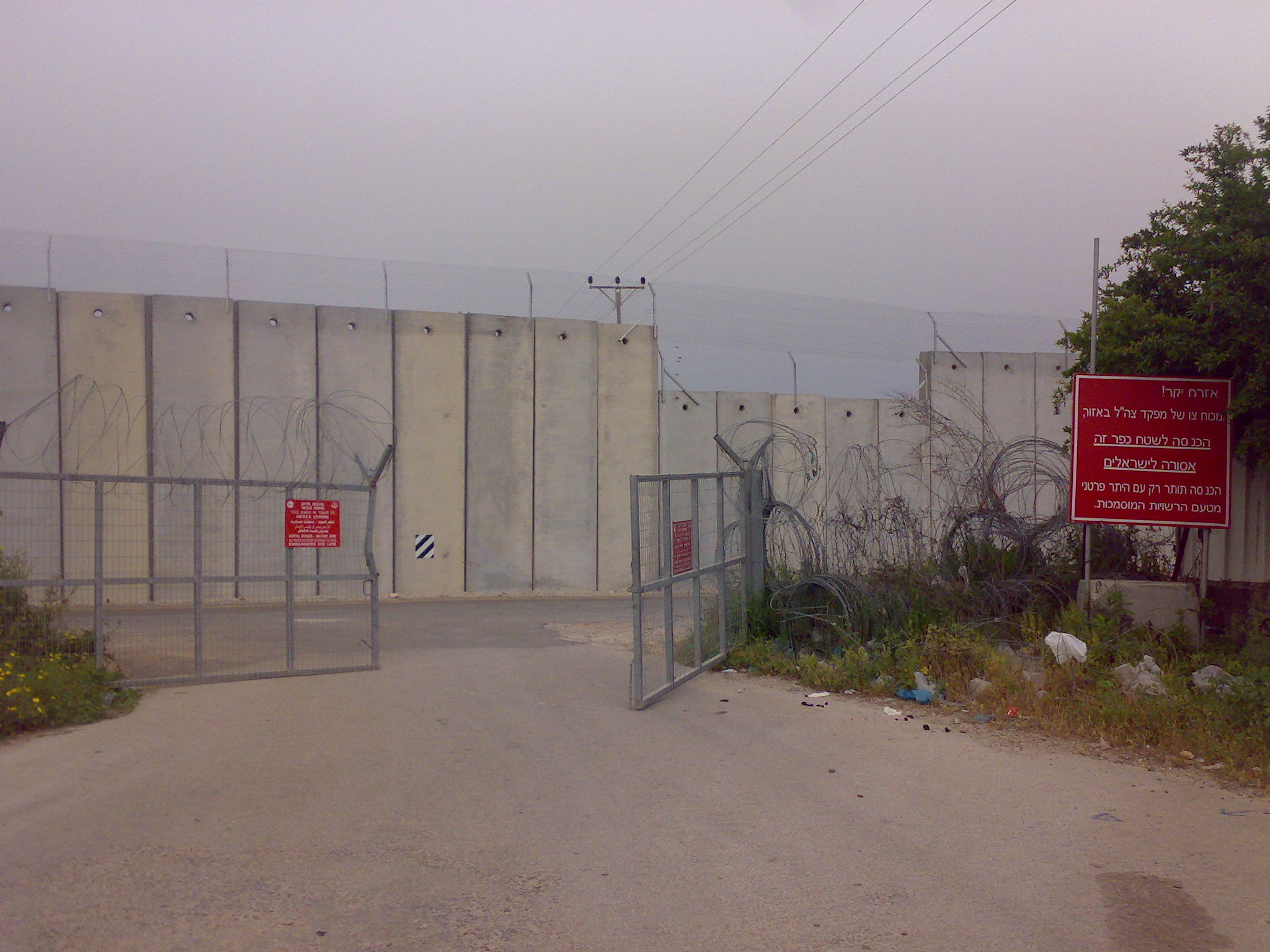
Mur bezpieczeństwa w Baka-Dżatt

W dniu 29 listopada 1947 roku Zgromadzenie Ogólne Organizacji Narodów Zjednoczonych przyjęło Rezolucję nr 181 o podziale Palestyny na dwa państwa: żydowskie i arabskie. Na mocy tej Rezolucji znajdujące się w tym rejonie arabskie wioski Dżatt i Baka miały znaleźć się w państwie arabskim, jednak podczas wojny o niepodległość w 1948 roku wojska izraelskie opanowały część okolicy. Po zawarciu rozejmu, wioskę Baka podzielono na dwie części: część wschodnia znalazła się w Jordanii pod nazwą Baka asz-Szarkija, natomiast część zachodnia znalazła się w Izraelu pod nazwą Baka al-Gharbijje (hebr. באקה אל-גרבייה; arab. باقة الغربية). Znajdująca się po stronie izraelskiej wioska Baqa al-Gharbijje bardzo szybko się rozwijała, w 1952 roku otrzymała status samorządu lokalnego, a w 1996 roku prawa miejskie. W latach 90. XX wieku utworzono specjalną strefę przemysłową, która pobudziła rozwój gospodarczy regionu. Przebiegająca tędy granica terytoriów palestyńskich nie była przestrzegana i cały gęsto zaludniony obszar zajmowały liczne stragany handlowe oraz warsztaty rzemieślnicze. Na rozwoju gospodarczym zyskiwała również sąsiednia wioska Dżatt (powstała w 1782), która w 1959 roku otrzymała status samorządu lokalnego. Sytuacja uległa całkowitej zmianie, gdy w 2002 roku wybudowano mur bezpieczeństwa. W ciągu kilku tygodni bariera graniczna rozdzieliła Baka al-Gharbijje od Baka asz-Szarkija. Podczas budowy wyburzono kilkanaście domów wzniesionych nielegalnie, bez wymaganych zezwoleń budowlanych. Budowa bariery wpłynęła niekorzystnie na rozwój obu miejscowości. Aby przeciwdziałać niekorzystnemu spowolnieniu gospodarczemu, 5 sierpnia 2003 roku połączono miasto Baka al-Gharbijje z sąsiednią miejscowością Dżatt, tworząc w ten sposób miasto Baka-Dżatt.

## Demografia
Zgodnie z danymi Izraelskiego Centrum Danych Statystycznych w 2008 roku w mieście żyło 32,9 tys. mieszkańców, wszyscy Arabowie. Zgodnie z danymi Izraelskiego Centrum Danych Statystycznych w Baka-Dżatt w 2004 roku było 7175 zatrudnionych pracowników i 1216 pracujących na własny rachunek. Pracownicy otrzymujący stałe pensje zarabiali w 2004 średnio 4340 NIS, i otrzymali w ciągu roku podwyżki średnio o 14,7%. Przy czym mężczyźni zarabiali średnio 4874 NIS (podwyżka o 8,3%), a kobiety zarabiały średnio 3154 NIS (podwyżka o 48,0%). W przypadku osób pracujących na własny rachunek średnie dochody wyniosły 4516 NIS. W 2004 roku w Baqa-Jatt było 174 osoby otrzymujące zasiłek dla bezrobotnych i 2474 osoby otrzymujące świadczenia gwarantowane.
Populacja miasta pod względem wieku (dane z 2006):
| Wiek (w latach) | Procent populacji w % |
| --------------- | --------------------- |
| 0-4             | 13,6%                 |
| 5-9             | 13,5%                 |
| 10-14           | 11,3%                 |
| 15-19           | 9,9%                  |
| 20-29           | 16,0%                 |
| 30-44           | 19,5%                 |
| 45-59           | 10,6%                 |
| ponad 60        | 5,6%                  |

Źródło danych: Central Bureau of Statistics.

## Edukacja i kultura
W Baka-Dżatt znajduje się 6 szkół podstawowych i 4 szkoły średnie, w których ogółem uczy się ponad 5 tys. uczniów. Wśród szkół znajdują się między innymi: Ibn Khaidun, Al-Ghazali, Umar Ibn al-Khatab, Al-Zahraa, Al-Beironi, Jatt, Ibn Kushud i Makif. Od grudnia 2005 roku w Izraelu jest realizowany międzynarodowy program promocji koszykówki PeacePlayers International. W ramach tego projektu dostrzeżono mieszkańca Baka-Dżatt, Samera Jassara, który ma wzrost 2,06 m. Był on jednym z najlepiej się zapowiadających koszykarzy grających w prywatnych szkołach w Stanach Zjednoczonych.

## Gospodarka
Gospodarka miasta opiera się na rolnictwie, sadownictwie (hodowli drzewek oliwnych) oraz uprawach w szklarniach.

## Transport
Na zachód od miasta przebiega autostrada nr 6, brak jednak możliwości bezpośredniego wjazdu na nią. Przez miasto przebiega droga nr 574, którą jadąc na północ dojeżdża się do drogi nr 5923 prowadzącej do kibucu Mecer i wioski Majsar, oraz do drogi nr 581, lub jadąc na południe dojeżdża się do miasteczka Zemer. W kierunku wschodnim prowadzi droga nr 585, którą po przekroczeniu izraelskich posterunków granicznych można dojechać do miasta Baka asz-Szarkija.